# NativeScript
NativeScript ist ein Open-Source-Framework von Telerik by Progress zum Entwickeln von Apps auf iOS und Android. Seit Mai 2020 wird es von nStudio weiterentwickelt. Als plattformunabhängige Programmiersprachen werden JavaScript und TypeScript eingesetzt. Der Einsatz von populären Frameworks wie Vue.js oder Angular werden explizit unterstützt. NativeScript produziert als Resultat native Apps, die dieselben APIs verwenden wie Apps, die direkt in Xcode oder im Android Studio entwickelt wurden.

## Entwicklung
Eine erste Veröffentlichung von NativeScript fand im März 2015 statt. Zwei Monate später wurde Version 1.0.0 vorgestellt. Mit 3000 GitHub Sternen und 1500 Followern auf X genoss das Framework bereits früh einige Aufmerksamkeit. Mittlerweile sind fast 700 Plugins verfügbar, die entweder offiziell von Telerik, nStudio oder von der Open-Source Gemeinschaft entwickelt und getragen werden, und die Anzahl der Github-Sterne liegt bei rund 20.000. Sowohl Vue.js als auch Angular werden offiziell unterstützt. Ab Vue.js 3.0 kann das NativeScript-Framework zudem über eine benutzerdefinierte Renderer-API integriert werden. Diese Funktionsweise ist sehr ähnlich zu der von React und React-Native.

## Struktur
NativeScript und die benötigten Plugins werden über den Paketmanager npm installiert. Mit der Kommandozeile werden Projekte erstellt, konfiguriert und kompiliert.
Oberflächen entstehen plattformunabhängig mit XML-Dateien. NativeScript übersetzt diese Dateien anschließend in die jeweilige Plattform mit ihren nativen Elementen. Mit Angular und TypeScript wird die Applikationslogik, ebenfalls plattformunabhängig, implementiert. Die Ausführung erfolgt in einer Node.js-Laufzeitumgebung.